# Coleophora pontica
Coleophora pontica é uma espécie de mariposa do gênero Coleophora pertencente à família Coleophoridae.